# Зографска кондика
Зографската кондика е летописна книга на светогорския Зографски манастир, обхващаща периода от 1734 година до началото на XIX век. Основното съдържание на кондиката, която има 104 страници, е запис на пътуванията на членовете на монашеското братство до различни места с цел събиране на милостиня и дарения за манастира и организиране на поклоннически групи за посещаването му. Кондиката е ценен извор за икономическото и социалното положение по българските земи в XVIII век.
Кондиката е открита за науката сравнително късно. Пръв ѝ обръща професионално внимание Михаил Ковачев в книгата си от 1942 година „Зограф. Изследвания и документи. Част 1“. Открита е от Ковачев в параклиса „Св. св. Козма и Дамян“, разположен на втория етаж на католикона на манастира. В 1943 година Ковачев публикува и част от съдържанието на кондиката в статията си в списание „Македонски преглед“ „Зограф и българите в Македония през XVIII век“.